# الطيب زيتوني (1965)
الطيب زيتوني، من مواليد 1965، سياسي جزائري، وأمين عام حزب التجمع الوطني الديمقراطي منذ 2020. عين وزيراً للتجارة في 16 مارس 2023 .

## سيرة شخصية
من مواليد 1965، هو مهندس عمراني.
عضو التجمع الوطني الديمقراطي، وكان رئيسًا للمجلس الشعبي البلدي للجزائر الوسطى من 1997 إلى 2012، بعد تصويت طعنت فيه أحزاب المعارضة بسبب عمليات تزوير واسعة النطاق. ثم أصبح مديرًا للشركة الجزائرية للمعارض والتصدير (SAFEX) سنة 2015.
اُسْتُبْعِدَ من التجمع الوطني الديمقراطي في ديسمبر 2016، بعد أن انشق عام 2012  ضد القيادة — بقيادة أحمد أويحيى الذي اتهمه بـ "الأساليب الستالينية" - الناتجة عن المؤتمر الخامس.
وفي 28 مايو 2020، اُنْتُخِبَ أمينًا عامًا للتجمع الوطني الديمقراطي خلال المؤتمر الاستثنائي السادس خلفًا لعز الدين ميهوبي الذي كان يتولى مهامه منذ سجن أحمد أويحيى سنة 2019.
عُيِّنَ وزيراً للتجارة في 16 مارس 2023.